# Healthy Sisters
Healthy Sisters is een Nederlands YouTubeduo dat zich bezighoudt met gezonde voeding. Het duo bestaat uit de twee Helmondse zussen Rachida Kharbouch (6 augustus 1980) en Najima Kharbouch (30 mei 1986).

## Biografie
In 2014 begon het duo hun ervaringen te delen via een Facebookpagina. Daarna zijn de zussen doorgegroeid naar andere socialemediakanalen, zoals Instagram en YouTube, in eerste instantie anoniem. Ze waren daarmee de eerste health- en lifestylebloggers van Marokkaanse komaf. Het doel is mensen bewuste voedingskeuzes te laten maken en gezonde maaltijden te bereiden. Het duo deelt tevens fitnessadviezen en workoutroutines om mensen actiever te laten worden. Door hun Marokkaanse achtergrond integreren de zussen ook culturele elementen in hun adviezen en recepten.
In 2023 startte Healthy Sisters met een gelijknamig tijdschrift.